# Piapoco
 I Piapoco sono un gruppo etnico della Colombia e del Venezuela, con una popolazione stimata di circa 4542 persone. Questo gruppo etnico è principalmente di fede animista e parla la lingua Piapoco (codice ISO 639: PIO).
Vivono nella zona del fiume Vichada; altri piccoli gruppi si possono trovare presso i fiumi Meta e Guaviare.